# Bron över Hangzhoubukten

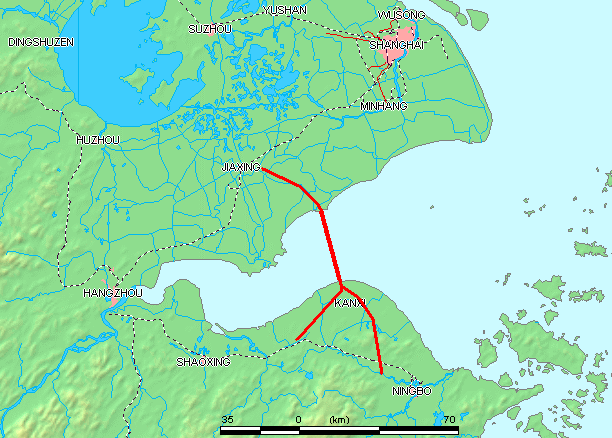
Bron går över Hangzhoubukten i östra Kina

Bron över Hangzhoubukten (engelska: Hangzhou Bay Bridge, Förenklad kinesiska:杭州湾大桥) är en bro över Hangzhoubukten i östra Kina. Några spann är utförda som snedkabelbro. Bron sammanbinder Shanghai med den växande industristaden Ningbo i Zhejiangprovinsen. Bron är med sina 36 km den längsta transoceaniska bron i världen. Bron är däremot inte den längsta snedkabelbron i världen.
Bron invigdes den 26 juni 2007, dock endast för test och utvärderingssyften. Den 1 maj 2008 öppnades bron för allmänheten.

## Beskrivning
Bygget av bron startade redan 8 juni 2003 och kostade totalt 1,7 miljarder dollar. Bron består av en sexfilig motorväg med en hastighetsbegränsning på 100 km/h. Bron kortar resvägen mellan Shanghai och Ningbo med 18 mil.